# نيتيدال
نيتيدال (بالنرويجية: Nittedal)‏ هي بلدية في مقاطعة آكرشوس بالنرويج وتنتمي لمنطقة رومريك التاريخية. المقر الإداري للبلدية هو قرية روتنس. تأسست سنة 1838.

## التسمية
الاسم مشتق من الكلمة النوردية القديمة نيتيودالر. الجزء الأول من الاسم مشتق من اسم نهر نيتيا (النهر حاليا يسمى نيتيلفا) أما الجزء الأخر «دالر» فيعني الوادي. معنى اسم النهر غير معروف. قبل 1918 كان الاسم يُهجأ Nittedalen.

## شعار النبالة
شعار النبالة اُعتمد سنة 1987 وهو يصور خطين فضيين مع خلفية خضراء ويرمزان إلى خطي النقل الرئيسيين في البلدية: الطريق السريع وخط السكة الحديدية اللذان يصلان نيتيدال بالعاصمة أوسلو، هذا وتوجد تفسيرات أخرى لرمزية هذين الخطين.

## الجغرافيا
تقع نيتيدال شمال شرق العاصمة أوسلو وتعد إحدى ضواحيها. تقع على طول ضفتي نهر نيتليفا. يعد الجزء الجنوبي، منطقة هاغن، الأعلى من حيث الكثافة السكانية. تضم البلدية قرى أخرى: سلاتوم، روتنس، أنباي، غرونفول، فارينغسكولن وهاكادال.

## المجموعات العرقية
عدد الأقليات(الجيل الأول والثاني) في نيتيدال (2015):
| الموطن الأصلي | عدد السكان |
| ------------- | ---------- |
| بولندا        | 433        |
| سريلانكا      | 294        |
| باكستان       | 279        |
| السويد        | 218        |
| فيتنام        | 185        |
| ليتوانيا      | 175        |
| الدنمارك      | 143        |
| ألمانيا       | 113        |

## اتفاقيات التوأمة
نيتيدال لديها اتفاقيات توأمة مع كل من:
- فرادنسبورغ، إقليم هوفدستادن، الدنمارك.
- هابو، محافظة اوبسالا، السويد.
- إنغا، أوسيما، فنلندا.

## أعلام
- بيريت بيرثيلسن
- هنريك إدلاند
- تور براستاد
- بيارن إيفرسن
- يارب بورلنجام

## روابط خارجية
- معلومات حول البلدية في موقع الإحصاءات النرويجي.
- فارينغن، الجريدة المحلية.
- تطور عدد السكان منذ 1951.